# Diesel Truckers
Diesel Truckers è un album collaborativo del rapper statunitense Kool Keith e del produttore californiano KutMasta Kurt, pubblicato il 10 agosto 2004 e distribuito da DMAFT, Threshold e Funky Ass Records nel mercato statunitense e da Method Recordings e Shock in Australia.
| Recensione | Giudizio |
| ---------- | -------- |
| AllMusic   | [ 1 ]    |

## Tracce
Musiche di KutMasta Kurt & Kool Keith.
1. Diesel Truckers Theme – 2:54 (testo: K. Matlin, K. Thornton)
2. The Orchestrators – 3:14 (testo: M. Giveand, K. Matlin, K. Thornton)
3. Break U Off – 3:18 (testo: K. Thornton)
4. Takin' It Back – 3:31 (testo: K. Matlin, K. Thornton)
5. Mental Side Effects (featuring FatHed & Jacky Jasper) – 4:24 (testo: K. Matlin, S. Merrick, K. Thornton, R. Tiano)
6. I Love You Nancy – 3:31 (testo: K. Matlin, K. Thornton)
7. Diesel Truckin' (featuring MC Dopestyle) – 3:57 (testo: K. Matlin, C. Smith, K. Thornton)
8. The Legendary – 3:24 (testo: K. Matlin, K. Thornton)
9. Can I Buy U a Drink? – 3:33 (testo: K. Matlin, K. Thornton)
10. I Drop Money – 3:23 (testo: K. Matlin, K. Thornton)
11. Mane – 3:25 (testo: K. Matlin, K. Thornton)
12. Bamboozled (featuring Jacky Jasper & Marc Live) – 3:58 (testo: M. Giveand, K. Matlin, S. Merrick, K. Thornton)
13. Serve 'Em a Sentence (featuring Motion Man) – 3:17 (testo: P. Laster, K. Matlin, K. Thornton)
14. Kenworths With Wings – 6:24 (testo: K. Matlin, K. Thornton)
15. Game (traccia bonus) – 5:58 (testo: C. Caprioglio, K. Matlin, K. Thornton)
16. Diesel Truckers Movie (Video)

Durata totale: 58:11